# Gmina Washington (hrabstwo Dallas, Iowa)

Położenie Gminy Washington w hrabstwie Dallas

Gmina Washington (ang. Washington Township) – gmina w USA, w stanie Iowa, w hrabstwie Dallas. Według danych z 2000 roku gmina miała 340 mieszkańców, a jej powierzchnia wynosi 94,74 km².